# Andréas Embiríkos
 (octobre 2015).
Si vous disposez d'ouvrages ou d'articles de référence ou si vous connaissez des sites web de qualité traitant du thème abordé ici, merci de compléter l'article en donnant les références utiles à sa vérifiabilité et en les liant à la section « Notes et références ».
Andréas Embiríkos (en grec moderne : Ανδρέας Εμπειρίκος), né à Brăila en 1901 et mort à Kephissia en 1975, est un poète et prosateur grec, également photographe et psychanalyste.
Il introduit le surréalisme en Grèce et est le premier à y exercer la psychanalyse, activité qu’il a menée de 1935 à 1951. Parmi ses œuvres, on distingue notamment son premier recueil de poèmes intitulé Υψικάμινος (Haut fourneau), qui constitue le premier texte purement surréaliste publié en Grèce, ainsi que son roman Ο Μέγας Ανατολικός (Le Grand Oriental (el)) qui a fait scandale par sa liberté d’expression et son contenu érotique. Une grande partie de son œuvre n’a été publiée qu’après sa mort.

## Biographie

### Famille
Né à Brăila en Roumanie en 1901 et venu en Grèce l’année suivante. Ses parents eurent trois autres fils, Maris, Dimosthenis et Kimon. Son père, Léonidas Embiríkos, était un armateur, fils d’une ancienne famille originaire de l'île d'Andros qui, avec ses frères Maris et Michalis, avait été le fondateur de la Société nationale grecque de navigation (Εθνική Ατμοπλοΐας Ελλάδος), ainsi que des firmes Embiricos Brothers et Byron Steamship Co. Ltd. entre autres. En 1917-18, il fut également député sous le gouvernement Venizelos et ministre du Ravitaillement. La mère d’Andréas, Stéphanie, était la fille de Leonidas Kydonieos, originaire d’Andros, et de la Russe Salamé Kovalenko, originaire de Kiev. En 1902 la famille s’installe à Ermoupolis dans l’île de Syros et six ans plus tard à Athènes.

### Études et débuts
Après le lycée et le service militaire qu’il effectue dans la marine, Andréas Embiríkos s’inscrit à la faculté de philosophie de l’Université d’Athènes et au King's College de Londres, mais bientôt il interrompt ses études et part pour Lausanne où sa mère s’est installée après la séparation de ses parents. Là il suit des cours d’économie et écrit ses premiers poèmes. De 1921 à 1925, il travaille dans l’entreprise familiale Byron Steamship Co. Ltd. à Londres en parallèle de ses études.
En 1926, après un différend avec son père, il se rend à Paris où il fréquente les cercles surréalistes et s'initie à la psychanalyse. Il fait une analyse auprès de René Laforgue, l’un des fondateurs de la Société psychanalytique de Paris. À la même époque, il entre en contact avec le groupe surréaliste.
En 1931 il s’installe définitivement en Grèce, et fait sa première apparition dans les lettres grecques en 1935.

### Carrière
Andréas Embiríkos revient en Grèce en 1931 et travaille à nouveau pendant un certain temps dans la société familiale, avant de démissionner pour se consacrer à la littérature et à la psychanalyse. Le 25 janvier 1935, il donne une conférence d’importance historique sur le surréalisme au Cercle des Artistes, introduisant ainsi le surréalisme en Grèce. Odysséas Elýtis écrit que cette conférence s’est tenue « devant quelques bourgeois sévères qui ont entendu dire, en s’ennuyant visiblement, qu’à part Kondýlis et Tsaldáris il existait des gens intéressants dans le monde, qui s’appelaient Freud et Breton ». En mars de la même année, il publie aux éditions Kastalia son premier recueil de poèmes, intitulé Υψικάμινος (Haut fourneau) et contenant 63 poèmes en prose. Il fait la connaissance d'Elýtis avec lequel il songe à faire connaître l'œuvre du peintre naïf Theophilos mort un an auparavant. C'est également à cette période qu'il est en contact avec la jeune Marguerite Yourcenar, avec qui il entretiendra des relations amicales étroites jusqu'à la fin des années 1930 et le départ de celle-ci pour les États-Unis.
À partir de 1935, il commence à exercer la psychanalyse de manière professionnelle, étant reconnu comme tel par l’Association psychanalytique internationale, et poursuit ses recherches littéraires. En mars 1936 il organise chez lui une exposition d’œuvres surréalistes comprenant notamment des œuvres de Max Ernst, Oscar Dominguez et d’autres peintres, ainsi que des photographies, des livres rares, des éditions originales d’auteurs surréalistes et les manifestes du mouvement. En 1938, il traduit des textes d’André Breton, tandis que des poèmes de son recueil Ενδοχώρα (Arrière-pays) sont publiés dans la revue Νέα Γράμματα (Lettres Nouvelles). Jusqu’à 1939, il voyage régulièrement en France afin de maintenir ses liens avec les surréalistes français.
En 1940 il épouse la poétesse Mátsi Chatzilazárou (el) (ils se sépareront en 1944). Pendant l’Occupation, Andréas Embiríkos organise chez lui des réunions littéraires, où ses amis écrivains lisent des extraits de leurs textes. Au début ces réunions ne concernent que des amis proches d’Embiríkos, puis le cercle s’élargit pour englober de nombreux poètes tels que Níkos Gátsos, Níkos Engonópoulos, Nanos Valaoritis et d’autres encore.
Lors des événements de décembre 1944, il est arrêté par les OPLA (Ομάδες Προστασίας Λαϊκών Αγωνιστών – Brigades de protection des combattants populaires), interrogé et emmené avec d’autres prisonniers au village de Krora. Près de Thèbes, toutefois, Embiríkos s’échappe et revient à Athènes. Il commence à écrire son grand roman Ο Μέγας Ανατολικός (Le Grand Oriental) en 1945 et achève le texte intitulé Zemphira ou le secret de Pasiphaé et Béatrice ou un amour de Buffalo Bill. Il publie également un texte sur Engonópoulos dans la revue Τετράδιο (Cahiers) et son recueil Ενδοχώρα (Domaine intérieur) est publié par l’éditeur de cette revue.
Il se remarie en 1947 avec Vivíka Zíssi et participe à la constitution de la première société grecque de psychanalyse. En 1962, avec Odysséas Elýtis et Yórgos Theotokás, il se rend en URSS à l’invitation de l’association URSS-Grèce dans le but d’entrer en contact avec l’intelligentsia soviétique. Embiríkos transcrit cette expérience dans son journal et après son retour, il écrit le poème Ες Ες Eς Ερ Ρωσσία (URSS Russie). L’année suivante, il termine le poème épique La Baleine blanche (variations sur le Moby Dick de Melville) dont des extraits sont publiés dans la revue Syntelia. Trois ans plus tard, il entreprend la rédaction de Εισαγωγή σε μία πόλι (Entrée dans une ville), texte qui devait servir d’introduction à un nouveau roman qu’il ne poursuivra pas.
Andréas Embiríkos meurt à Kifissia (dans la banlieue d’Athènes) le 3 août 1975 à l’âge de 74 ans, d’un cancer du poumon. Son grand roman Ο Μέγας Ανατολικός (Le Grand Oriental) a été publié après sa mort, en 1990-92, en huit volumes.

## Œuvres

### Littérature
Andréas Embiríkos est apparu dans les lettres grecques en 1935 avec la publication de son premier recueil de poèmes, Υψικάμινος (Haut fourneau), qui a été tiré à 250 exemplaires et épuisé. D’après l’auteur, l’intérêt du public a été provoqué par le fait que cet ouvrage a été considéré comme « scandaleux, écrit par un dément ». Haut fourneau a été le premier texte surréaliste publié en Grèce et il représente la période lyrique d’Embiríkos. Celui-ci a affirmé que ce livre était la première manifestation concrète et le premier acte surréaliste en Grèce. Le recueil comprend 63 poèmes en prose, de courte étendue et il est représentatif de la langue spécifique élaborée par Embiríkos. Son deuxième recueil poétique, Ενδοχώρα (Domaine intérieur), a été édité dix ans plus tard, bien que sa parution ait été annoncée dès 1937. Il contient 112 poèmes écrits durant la période 1934-37 et présente des différences évidentes avec Haut fourneau, tant dans la forme des poèmes que dans un usage plus raisonnable de la langue et dans l’intégrité thématique qui en résulte. Au contraire de Haut fourneau qui avait été confronté à l’ironie et au persiflage des critiques, Domaine intérieur a été apprécié et s’est révélé plus populaire ; toutefois les deux livres ont exercé une influence décisive sur des auteurs contemporains, notamment Odysséas Elýtis, Nikólaos Kálas, Elefthérios Venizélos et Níkos Engonópoulos.
En 1960 sont publiés les Γραπτά (Écrits), dits aussi Προσωπική Μυθολογία (Mythologie personnelle), texte dont le titre témoigne de son caractère mythopoïétique. Il a été écrit dans la décennie 1936-46 et des fragments ont été publiés dans la revue Νέα Γράμματα (Lettres Nouvelles) avant l’édition complète. Il est constitué de trois entités intitulées Μυθιστορίαι (Mythistoires), Τα γεγονότα και εγώ (Les événements et moi) et Πρόσωπα και Έπη (Figures et paroles), contenant des textes narratifs plutôt en relation avec la prose. Les Mυθιστορίες rappellent les romances des temps hellénistiques et le roman d’amour et de chevalerie des Byzantins, tandis que la deuxième partie du livre est constituée d’histoires mythifiées ayant pour protagoniste ou narrateur l’écrivain. Dans la troisième partie, qui est la plus longue, les récits sont concentrés sur des personnages historiques ou des thèmes mythologiques, témoignant de l’orientation d’Embiríkos vers la tradition et la littérature de son pays.
Après cet ouvrage a été édité le premier grand texte narratif d’Embiríkos, intitulé Αργώ ή Πλούς αεροστάτου (Argo ou Vol d'aérostat). Il a été publié en plusieurs épisodes en 1964-65 dans la revue Pali et traduit en français à la même époque par Michel Saunier dans le magazine Mercure de France. Son édition en volume n’est intervenue que beaucoup plus tard, en 1980. Mais la rédaction d’Argo se situe avant celle des Écrits ou simultanément à eux. Le texte se compose de deux histoires d’amour et apporte des exemples de l’orientation prise par Embiríkos en ce qui concerne la proclamation d’un système cosmique et idéologique de création d’un monde libre à l’érotisme sans frein. Le recueil de poèmes Oktana, ayant pour thèmes principaux l’amour, la mort et la vision d’un nouveau monde, exprime également un système philosophique cohérent. Il se compose de 31 textes de ton lyrique, qui couvrent la longue période de leur rédaction, de 1942 à 1965. Dans le texte ayant pour titre « Non pas Brasilia, mais Oktana », Embiríkos se réfère à la fondation d’une ville nouvelle devant s’appeler Oktana, posant les principes d’une philosophie « érotique, freudienne, focalisée sur le désir sexuel » et donnant la priorité à la fonction purement spirituelle de la poésie. Oktana a été considérée comme la proclamation suprême d’Embiríkos et son credo définitif, tandis que, comme le souligne Embiríkos lui-même, elle constitue une cité utopique universelle « d’unité non politique mais psychique, où les particularités spirituelles et nationales de chaque entité nationale sont intactes, mais dans une fraternité totale des nations, des peuples et des individus, dans le respect complet de chacun ». Le même recueil comprend quatre textes en prose écrits dans les années 1963-64 et faisant allusion à des poètes de la beat generation qui révèlent sa parenté idéologique avec leurs discours pacifistes et même anarchistes. Dans un de ces poèmes, Embiríkos s’étend longuement sur les similitudes littéraires avec eux et avec d’autres figures qui l’ont influencé, tels que Jack Kerouac, Allen Ginsberg, Edgar Allan Poe, Sigmund Freud, Marx, Henry Miller, Nietzsche, Victor Hugo, Lénine, et du côté grec Sikelianós et Cavafy.
En 1984 est publié son recueil de poèmes Αι Γενεαί Πάσαι ή Σήμερον ως αύριον και ως χθές (Toutes les générations ou D’aujourd'hui à demain et à hier). Des informations à ce sujet avaient été données dès 1976 dans le premier numéro de la revue Tram avec la publication d’un poème tiré de cet ensemble. Ces textes ont été écrits dans la période 1965-72, mais Embiríkos a continué à travailler sur ce manuscrit jusqu’à sa mort en 1975. Au point de vue de la forme et de la thématique, il se situe plutôt du côté de Domaine intérieur.
Quant au grand roman d’Embiríkos Ο Μέγας Ανατολικός (Le Grand Oriental) composé par Embiríkos à partir de 1945 et jusqu’à la fin de sa vie, il représente une des œuvres les plus audacieuses et les plus volumineuses de la littérature grecque moderne. Il est considéré comme l’œuvre d’Embiríkos la plus importante et il a été accueilli soit avec un enthousiasme délirant, soit avec une désapprobation tout aussi violente, déclenchant de vives réactions en raison de sa liberté d’expression et de son contenu érotique.
En 1995, à l’occasion des vingt ans de la disparition d’Andréas Embiríkos, a été édité en un volume isolé le poème Ες-ες-ες-ερ Ρωσσία (URSS-Russie) qui constitue une sorte de chronique de son voyage en Russie en décembre 1962. Ce texte est à retenir en tant que source d’éléments autobiographiques, et comme commentaire politique de l’époque où il a été écrit, mais aussi comme document historique. Le texte en prose Ζεμφύρα ή Το μυστικόν της Πασιφάης (Zemphira ou le secret de Pasiphaé), écrit en 1945 et édité en 1998, est considéré comme un « satellite » du Grand Oriental, évoquant en réduction la vaste fresque de ce roman, mais ses textes conservent toutefois leur autonomie par l’originalité de leurs thèmes. Zemphira évoque l’amour entre un lion et sa dompteuse, thème déjà présent pour la première fois dans le premier recueil d’Embiríkos Haut fourneau. Le mythe grec de Pasiphaé, reine de Crète et mère du Minotaure, a souvent inspiré les poètes grecs modernes, mais Embiríkos l’a relié au thème central de son livre, qui concerne l’amour contre nature de Zemphira.

### Psychanalyse
Andréas Embiríkos a été le tout premier psychanalyste grec et il a exercé la psychanalyse durant la période 1935-50, à une époque où elle n’était pas encore acceptée par les intellectuels grecs. C’est également le premier psychanalyste grec reconnu par la Société Française de Psychanalyse, et par extension par l’Association psychanalytique internationale. Embiríkos et le psychanalyste et fondateur du groupe surréaliste de langue espagnole Aldo Pellegrini représentent des cas uniques de personnages ayant été les initiateurs à la fois de la psychanalyse et de mouvements surréalistes.
L’intérêt d’Embiríkos pour la psychanalyse remonte à l’époque de ses études en France, durant lesquelles il s’était lié avec René Laforgue, l’un des fondateurs de la Société Psychanalytique de Paris. Embiríkos a été trois ans en analyse avec Laforgue et il a rencontré de nombreux psychanalystes français avec lesquels il devait rester en contact par la suite. En Grèce, il a commencé à exercer en 1935, formant avec les psychiatres Dimitrios Kouretas et Georgios Zavitzianos un petit groupe d’initiés en contact direct et en collaboration avec Marie Bonaparte, qui comme l’indique Embiríkos, a participé « aux luttes des premiers psychanalystes grecs orthodoxes ». Le linguiste Manolis Triandafyllidis a également participé au début des travaux de ce groupe.
En 1949, Embiríkos assiste au premier congrès de l’Association psychanalytique internationale tenu à Zurich et l’année suivante, avec Kouretas et Zavitzianos, il rejoint la Société Psychanalytique de Paris. Dans ce but, Embiríkos avait écrit une monographie clinique publiée dans la Revue française de psychanalyse sous le titre « Un cas de névrose obsessionnelle avec éjaculations précoces », (Revue Française de Psychanalyse, tome XIV, no 3, juillet-septembre 1950, p. 331-366) relatant la description complète de la thérapie d’un patient qu’il avait traité. Embiríkos cesse d’exercer la psychanalyse en 1951 mais reste membre de la Société Psychanalytique de Paris jusque dans les années 1960.

### Photographie
Andréas Embiríkos s’est également consacré méthodiquement à la photographie, menant à bien son travail, selon les termes d’Elytis, « avec l’habileté et l’insistance d’un maniaque ». D’après son fils Léonidas, il circulait toujours avec un appareil photo, souvent deux, parfois même trois. Son œuvre photographique est très vaste, polymorphe et inégale. Elle commence en 1919, année où à l’âge de 18 ans il fait ses premières images. Elle comprend des photos de famille et de souvenirs, des paysages en Grèce et à l’étranger, des scènes de rue (notamment à Paris et à Londres), des portraits de proches, des nus, des natures mortes et d’autres images de caractère surréaliste. La plupart sont des instantanés. En 1955 une exposition de ses photos, la seule ayant eu lieu de son vivant a été organisée par la galerie Ilissos. Elle comprenait environ 210 épreuves en noir et blanc.

### Ouvrages parus en français
- Amour, amour (œuvres choisies), traduit par Constantin Kaïtéris, (Préface Nanos Valaoritis). L'Harmattan, 2007  (ISBN 978-2-296-03161-6)
- Argo ou Vol d'aérostat
- Domaine intérieur
- Haut fourneau
- Oktàna, traduit par Myrto Gondicas et Michel Volkovitch, 2015. Éditions Le Miel des Anges
- Ce jour comme aujourd'hui et demain, traduit par Myrto Gondicas et Michel Volkovitch, 2016. Éditions Le Miel des Anges
- Les Talismans de l'amour et des armes : nouvelles, traduit par Michel Saunier et Michel Volkovitch, 2017. Éditions Le Miel des Anges